# PartitionMagic
PartitionMagic — компьютерное программное обеспечение для деления жёсткого диска на разделы, разработанное корпорацией PowerQuest, ныне принадлежит корпорации Symantec. Программа запускается в операционных системах Windows и с загрузочного диска. Позволяет создавать разделы, а также изменять имеющиеся без потери какой-либо информации.
Данное ПО больше не поддерживается.

## Подробнее
PartitionMagic может изменять размер разделов с файловой системой NTFS и FAT (все разновидности), а также может копировать и перемещать разделы, в том числе на другие физические диски.
Другие возможности программы:
- конвертация между файловыми системами;
- модификация размеров кластеров;
- объединение двух соседних разделов, имеющих одинаковую файловую систему;
- BootMagic позволяет переключаться между операционными системами;
- создание и изменение разделов любого размера;
- увеличение NTFS-разделов без перезагрузки компьютера.

## Системные требования
- Windows NT, 98, ME с частотой процессора 150 МГц или выше и с ОЗУ в 32 МБайт;
- Windows 2000 с частотой процессора 150 МГц или выше и с ОЗУ в 64 МБайт;
- Windows XP с частотой процессора 233 МГц или выше и с ОЗУ в 128 МБайт;
- 55 Мбайт свободного места на жёстком диске;
- DVD- или CD-дисковод.

Программа не будет корректно работать либо вовсе не запустится на Windows NT/2000/.NET Server, на Windows Vista, на Windows 7, 8, 10, 11. Также не поддерживаются разделы, созданные в Windows Vista и старше: при попытке их редактирования или удаления возникает ошибка.